# Völkerschlachtdenkmal (Trebbichau)

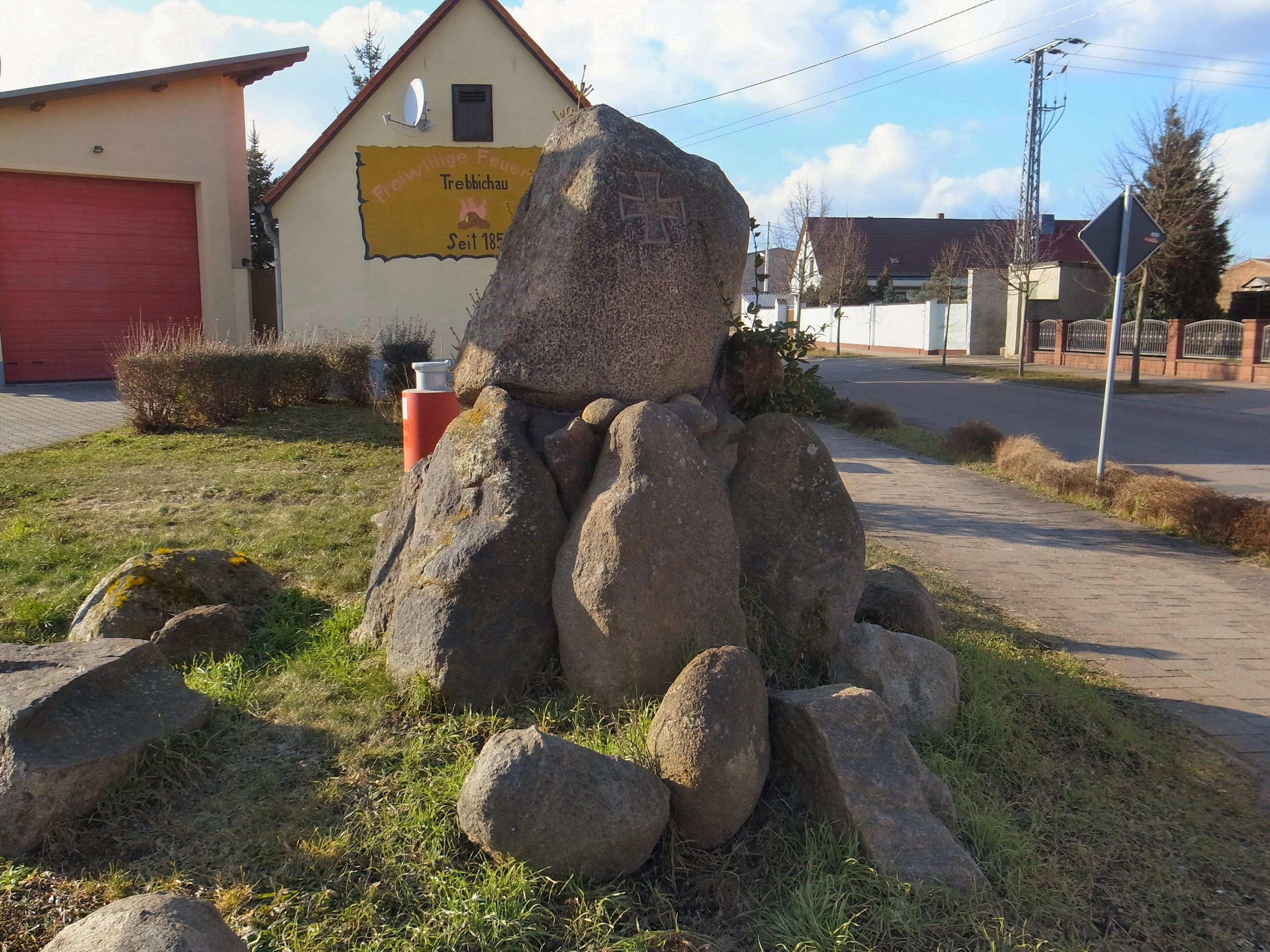
Ansicht von Osten

Das Völkerschlachtdenkmal von Trebbichau ist ein Gedenkstein in der Einheitsgemeinde Osternienburger Land im Landkreis Anhalt-Bitterfeld in Sachsen-Anhalt. Das Kleindenkmal steht unter Denkmalschutz und ist im Denkmalverzeichnis mit der Erfassungsnummer 094 97226 als Baudenkmal eingetragen.

## Lage
In der Gabelung der Trebbichauer Lindenstraße mit der Straße An der Feuerwehr befindet sich – vor der Freiwilligen Feuerwehr und gegenüber der Kirche – das Völkerschlachtdenkmal von Trebbichau.

## Gestalt
Durchaus typisch für Völkerschlachtdenkmäler in den Dörfern von Anhalt ist die Stapelung von senkrecht aufgerichteten Findlingen, die von einem einzelnen Stein bekrönt werden, der als Inschriftstein dient (siehe etwa Meilendorf oder Piethen). Unterhalb des Eisernen Kreuzes befindet sich eine Inschrift, die schwer zu lesen ist. Offenbar lautet sie 18. October 1813 :: 1913. Wie die meisten Völkerschlacht-Denkmäler zählt auch dieses Exemplar zum Grenzbereich der Kriegerdenkmäler, da ihnen ein künstlerischer Wert abgesprochen wird.